# Teatro Carignano
Il Teatro Carignano, il cui nome completo è Teatro dei Principi di Carignano, è il più antico teatro di Torino, nonché uno dei pochi teatri settecenteschi italiani tuttora in attività.
Di proprietà della città dal 1932, è un teatro che originariamente ospitava unicamente commedie, a differenza del Teatro Regio, che era destinato a ospitare principalmente l'Opera.
Sul suo palcoscenico si sono alternati alcuni dei nomi più celebri del panorama musicale e teatrale fra cui Niccolò Paganini, Arturo Toscanini, Eleonora Duse, Vittorio Gassman, Dario Fo, Franca Nuti e si è avvalso di grandi registi e direttori artistici, quali Luigi Pirandello, Nico Pepe e Luca Ronconi.

## Storia

### Le origini
La storia del Teatro Carignano risale alla fine del Seicento, quando un primo locale, ospitato dallo stabile edificato nell'isolato San Pietro e nominato Trincotto Rosso, era utilizzato come luogo di feste e sala da gioco per l'aristocrazia cittadina.
Nel 1703 il principe Emanuele Filiberto Amedeo di Savoia-Carignano, la cui famiglia aveva da poco fatto ultimare il sontuoso palazzo omonimo proprio di fronte, acquistò l'edificio che ospitava il Trincotto Rosso e, su probabile progetto dello stesso Guarino Guarini che aveva già progettato l'antistante Palazzo Carignano, fece rimaneggiare questa prima sala quadrangolare, dotandola di un primo palco e logge lignee sui tre lati.

### Il primo ampliamento
Nel 1716 un ulteriore ampliamento e un complesso apparato decorativo completarono la sala, rendendola un vero teatro, seppur privato, poiché finanziato dallo stesso principe Emanuele Filiberto Amedeo di Savoia-Carignano per la messa in scena di spettacoli destinati alla famiglia reale e alla corte. Dal 1719 il teatro iniziò a ospitare spettacoli aperti al pubblico e si tenne una «prima» che vide andare in scena Il carceriero di se stesso di Giuseppe Maria Orlandini, con la partecipazione di Francesca Cuzzoni, celebre soprano nota come la Parmigiana, per le sue origini emiliane.
Il 1727 fu un anno decisivo per quello che ormai era divenuto noto come Teatro Carignano e la sua gestione fu affidata dal principe alla Società dei Cavalieri che si occupò di offrire una variegata selezione di spettacoli che spaziavano dalla prosa, al canto e dalla commedia ai balletti, mentre l'Opera non era contemplata poiché riservata al vicino Teatro Regio.

### Il secondo ampliamento alfieriano
Tra il 1752 e il 1753 il teatro, ormai fatiscente, venne ampliato e ristrutturato su volere del principe Luigi di Savoia-Carignano, nipote del fondatore. L'illustre committente assegnò i lavori al celebre architetto Benedetto Alfieri, già autore del Teatro Regio, inaugurato nel 1740. Il cantiere restituì un teatro ampliato, dotato di una struttura in muratura che ospitava ottantaquattro logge e venne inaugurato nell'autunno del 1753 con la messa in scena de La calamita dei cuori diretta da Carlo Goldoni e musicata da Baldassarre Galluppi.

### L'incendio del 1786 e la ricostruzione
Il 16 febbraio 1786 un rovinoso incendio devastò il teatro distruggendolo completamente. La sua ricostruzione fu affidata all'architetto Giovanni Battista Feroggio e completata in soli sei mesi. Il progetto del nuovo Teatro Carignano riprese i volumi originari di Benedetto Alfieri e da allora l'assetto architettonico della sala rimase pressoché invariato. La decorazione della nuova sala "a ferro di cavallo" venne affidata ai fratelli Pozzo e a Bernardino Galliari si affidò la decorazione del soffitto e del sipario.

### Il primo restauro ottocentesco
A seguito del periodo Napoleonico, il teatro subì un restauro e nel 1814 ospitò la prima assoluta de Il servo padrone di Pietro Generali. Nel 1818 il Carignano fu anche inconsapevole protagonista di un episodio storico poiché, al termine di un lungo e impegnativo concerto, il celebre violinista Niccolò Paganini pronunciò la famosa frase «Paganini non ripete», in risposta alla richiesta di replica da parte di re Carlo Felice presente nel palco reale. Pare che il rifiuto di Paganini sia stato dovuto ad un effettivo dolore ai polpastrelli a seguito della lunga esecuzione e forse non per un mero capriccio, tuttavia questo episodio contrariò il sovrano e costò al violinista una lunga assenza dalle scene dei maggiori teatri italiani.
Nel 1820 il teatro vide andare in scena La schiava in Bagdad di Giovanni Pacini, nel 1824 di La pastorella feudataria di Nicola Vaccaj. Nel corso dell'Ottocento il Carignano tornò a essere il principale teatro cittadino dopo il Regio e fu protagonista della vita mondana della capitale sabauda, probabilmente una delle poche città italiane a vantare ben due teatri reali poiché, con la morte senza eredi di Carlo Felice nel 1831, il ramo cadetto Savoia-Carignano divenne quello regnante.
Nel 1820, quando viene fondata la Compagnia Reale Sarda, prima compagnia stabile privilegiata, sovvenzionata in questo caso per iniziativa di Vittorio Emanuele I di Savoia, il Carignano diviene la sede della compagnia nelle stagioni di primavera ed estate.

### Il secondo restauro ottocentesco
Nel 1836 il teatro ospitò Un episodio del San Michele di Giuseppe Concone, nel 1840 di Rolla di Teodulo Mabellini, nel 1841 di Ginevra degli Almieri di Mabellini.
Nella primavera del 1845 il teatro venne nuovamente rimaneggiato e Francesco Gonin venne incaricato di riaffrescare il soffitto della platea, apprezzabile ancora oggigiorno.
Nel 1847 il teatro riaprì mandando in scena Il corsaro di Alessandro Nini, nel 1850 di La spia di Angelo Villanis, nel 1851 di La figlia del proscritto di Villanis, nel 1853 di Alina di Villanis, nel 1856 di Gentile da Varano e La demente di Filippo Marchetti nel 1860, Il vecchio della montagna di Antonio Cagnoni con Antonio Cotogni, nel 1868 del successo di Gli artisti alla fiera di Lauro Rossi.

### I cambi di proprietà e gli ulteriori rimaneggiamenti
Avendo ormai acquisito una certa importanza, il Carignano venne acquistato dalla municipalità nel 1870, divenendo per la prima volta di proprietà pubblica. Tuttavia nel 1883 la stessa municipalità decise di mettere all'asta il teatro, che venne acquistato da un gruppo composto da illustri personaggi torinesi, tra cui l'architetto Barnaba Panizza, Giovanni Melano e l'ingegner Pietro Carrera che, insieme, progettarono una nuova ristrutturazione, la messa a norma in ambito di sicurezza, la realizzazione del loggione e la dotazione di un primo impianto elettrico analogo a quello del Regio.
Questa nuova stagione gestita da privati rilanciò il Teatro Carignano, che vide avvicendarsi i più illustri attori del tempo tra cui: Eleonora Duse, Irma Gramatica, Ermete Novelli e celebri autori del Verismo italiano come Giacosa, Bertolazzi, Simoni e nel 1876 il teatro ospitò di Il corno d'oro di Amintore Galli. In questo periodo di fine Ottocento iniziò a concretizzarsi l'idea di una compagnia «stabile», tesa a soppiantare la tradizione nomade e itinerante degli attori. Da questa iniziativa nel 1877 nacque la Compagnia Città di Torino diretta da Cesare Rossi a cui la municipalità concesse l'utilizzo gratuito del teatro per sei mesi all'anno.
Nel 1882 andò in scena per la prima volta in Italia La dame aux camelias di Alexandre Dumas figlio, interpretata da Sarah Bernhardt e che diverrà uno dei cavalli di battaglia delle celebre Eleonora Duse. Nel 1885 andò in scena I valdesi di Giuseppe Ippolito Franchi-Verney della Valetta e nel 1989 Mariska di Giacomo Orefice. Seppur l'Opera fu quasi sempre rappresentata al vicino Teatro Regio, nel 1884 Antonino Palminteri diresse la Cavalleria rusticana di Pietro Mascagni e nel 1892 Pagliacci di Ruggero Leoncavallo; il successo fu così strepitoso che la stampa del tempo commentò «[...] Il pubblico seguì la commedia dei Pagliacci con vivo interesse, plaudendo vivamente. Il finale, eseguito con grande potenza drammatica, fu accolto da una lunga ovazione: due chiamate a Leoncavallo. Il maestro Palminteri diresse con grande amore e con fuoco da vero artista.»

### Il Novecento e la gestione Chiarella
Durante le esposizioni internazionali del 1898 e del 1911 il teatro ospitò svariate rappresentazioni, ormai in diretta concorrenza con la nuova arte scenica, il cinema. Anche le rappresentazioni teatrali risentirono della nuova arte e ospitarono spettacoli e commedie innovative di autori stranieri come L'irresoluto di Barr, Les Apaches di Bisson e Aidalberga mia! di Meyer.
Tuttavia nel Novecento il Teatro Carignano vide anche la regia di illustri esponenti della scena politica, ospitando l'opera teatrale La falena di Bataille, stroncata da Antonio Gramsci, e successive rappresentazioni di Luigi Pirandello, Oscar Wilde. Nel 1912 il teatro venne di nuovo messo in vendita e acquistato per trecentomila lire dai fratelli Giovanni e Achille Chiarella, impresari genovesi che detennero per alcuni anni il monopolio di sale da ballo, cinema e teatri a Torino e Genova. 
Nel 1932 i fratelli Chiarella rivendettero il teatro al Comune di Torino per un milione e quattrocentomila lire, pur mantenendone la gestione ancora per alcuni decenni.

### Il restauro novecentesco e la riapertura
Anni di intenso utilizzo avevano messo alla prova dorature, stucchi, tappezzerie e velluti ma si erano fatti necessari anche nuovi lavori che contemplassero la realizzazione di più adeguati servizi igienici, il rifacimento del tetto, la ristrutturazione del palcoscenico, la costruzione di nuovi camerini e del boccascena. Fu così che nel 1935 il teatro subì un nuovo, parziale restauro contestualmente ai lavori di rifacimento della vicina via Roma.
Il 6 gennaio del 1936 il rinnovato Teatro Carignano venne nuovamente inaugurato ospitando un «dramma giocoso in musica», ovvero Il matrimonio segreto di Domenico Cimarosa. Circa un mese dopo un devastante incendio distrusse completamente il vicino Teatro Regio, pertanto il Teatro Carignano ereditò provvisoriamente il ruolo di teatro lirico, tuttavia per la sua inferiore capienza già dal 1940 le stagioni d'Opera vennero rappresentate presso il più capiente Teatro della Moda, all'interno del palazzo omonimo.

### I bombardamenti e la distruzione scongiurata
I ripetuti bombardamenti della seconda guerra mondiale che colpirono duramente Torino distrussero gran parte dei teatri: l'Alfieri, il Politeama Chiarella, lo Scribe, il Maffei e il Balbo e risparmiarono quasi miracolosamente il Teatro Carignano, che venne comunque colpito nella notte dell'8 novembre 1942 da alcuni spezzoni incendiari, tuttavia la prontezza d'intervento dell'allora direttore Linguiti e del personale di guardia limitò notevolmente i danni.

### La fondazione delTeatro Stabiledi Nico Pepe
Nel 1955, sull'onda di quanto realizzato a Milano con il Piccolo Teatro, la compagnia «stabile» più antica d'Italia, anche Torino vide la nascita di un analogo Piccolo Teatro con sede al Carignano, sotto la guida di Nico Pepe e che poi, pochi anni dopo, assunse definitivamente il nome di Teatro Stabile.
Il Teatro Carignano ha rivestito anche un ruolo cinematografico poiché è stato scelto da Dario Argento come luogo di riprese per ben due volte: nel 1975 per Profondo rosso, ovvero la scena del congresso di parapsicologia, mentre la seconda volta nel 2001 per Non ho sonno, per la scena dell'omicidio della ballerina.
 Dal 1977 il Teatro Carignano è gestito dalla fondazione del Teatro Stabile di Torino che ha visto avvicendarsi illustri direttori artistici, tra cui Gabriele Lavia, Ugo Gregoretti, Mario Martone, Guido Davico Bonino, Massimo Castri, nonché il celebre Luca Ronconi.

### L'ultima ristrutturazione e la riapertura
Nella primavera del 2007 il teatro è stato sottoposto a una lunga e attenta opera di ristrutturazione. In questo radicale restauro sono stati ripristinati gli originari ingressi del teatro eliminando la «bussola» esterna in legno, sono stati ristrutturati i locali dell'antica birreria sotterranea e collegati al foyer, oltre al parziale rifacimento di tessuti, arredi, degli impianti di sala e di palco. 
Lo spettacolo scelto per la riapertura al pubblico nel 2009 è stato Zio Vanja di Anton Čechov, per la regia di Gabriele Vacis.
Nel corso degli ultimi decenni l'elenco degli artisti ospitati dal Teatro Carignano comprende i maggiori protagonisti della scena teatrale italiana: Memo Benassi, Emma Gramatica, Paola Borboni, Renzo Ricci, Eva Magni, Sergio Tòfano, Vittorio Gassman, Laura Adani, Rina Morelli, Paolo Stoppa, Eduardo De Filippo, Dario Fo, Tino Buazzelli, Turi Ferro, Romolo Valli, Rossella Falk, Valeria Moriconi, Marisa Fabbri, Mariangela Melato, Paolo Poli, Glauco Mauri, Gianrico Tedeschi, Roberto Sturno, Franca Valeri, Eros Pagni, Umberto Orsini, Sandro Lombardi, Filippo Timi, Gabriele Lavia, Carlo Cecchi, Renato Carpentieri, Giuseppe Battiston, Massimo Popolizio, Luigi Lo Cascio, Franco Branciaroli, Laura Curino, Iaia Forte, Maria Paiato, Leo Gullotta, Toni Servillo, Carlo Giuffrè, Franca Nuti e Giancarlo Dettori, Paolo Conte.

## Descrizione

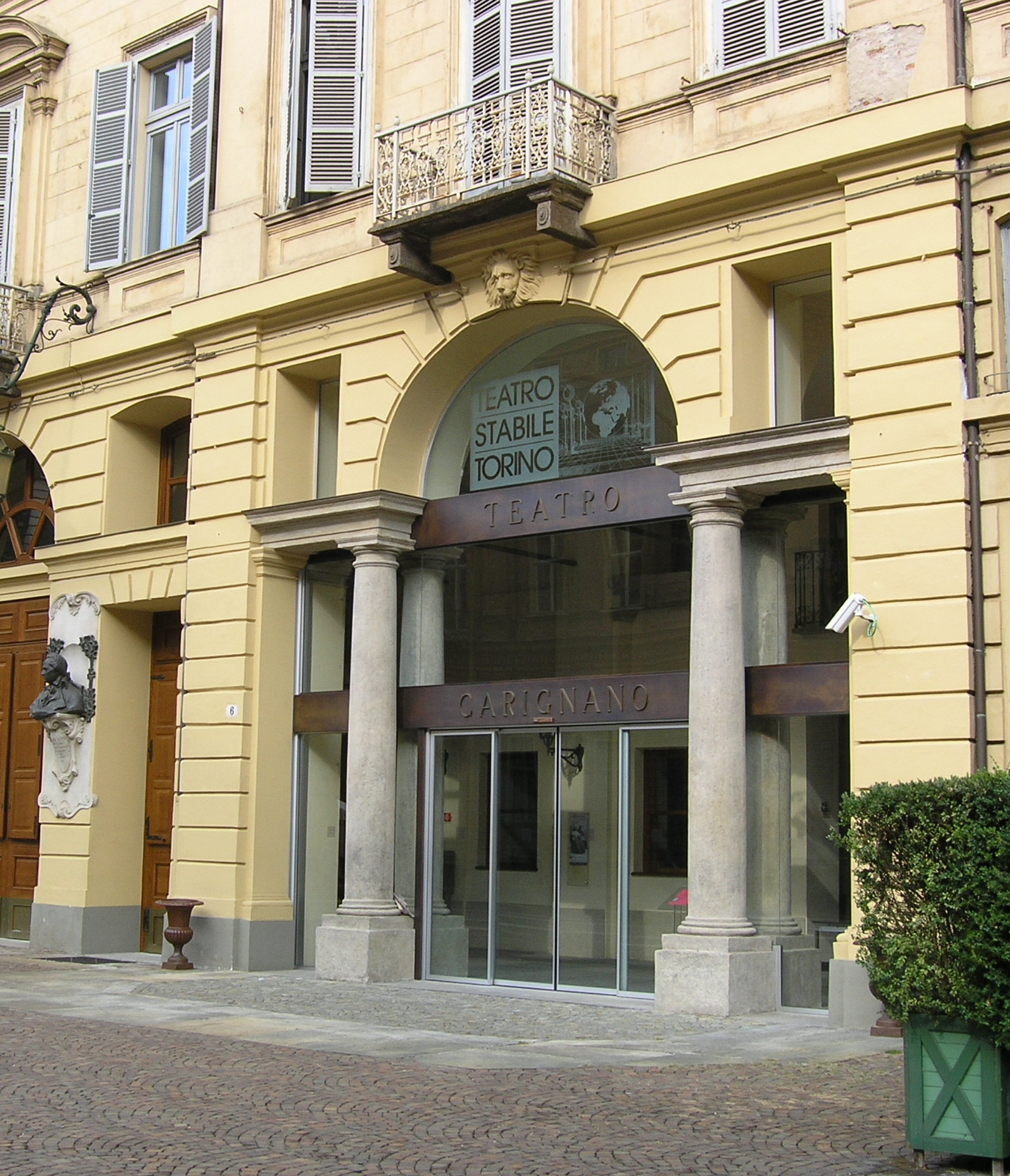
L'ingresso del Teatro Carignano

### Esterno
L'edificio che ospita il Teatro Carignano sorge sull'Isolato San Pietro e affaccia sull'omonima piazza pedonale, nel cuore del centro storico di Torino.
Esso è caratterizzato da prospetti intonacati di colore chiaro su tutti i lati e presenta due ali laterali aggettanti che ospitano locali commerciali. Complessivamente si erge per quattro piani fuori terra e il prospetto principale è scandito da cornici marcapiano e finestre rettangolari intervallate da frontoni neoclassici. Due mezzanini sono presenti sopra il piano terreno e all'ultimo piano, che è anticipato da un prominente cornicione. Il tetto soprastante, a falde regolari, è scandito a sua volta da una quindicina di piccoli abbaini delle mansarde.
La porzione di edificio che ospita il teatro è quella centrale, le cui arcate vetrate del foyer intervallate da serliane, affiancano l'ingresso che è centrale, enfatizzato da una coppia di colonne in stile composito e sormontato da una balconata d'onore.
Il ripristino funzionale dell'ingresso nella sua configurazione originaria è stato il principale obiettivo dell'intervento dell'ultimo rimaneggiamento esterno, che ha visto la contestuale rimozione della grande «bussola» esterna in legno risalente agli anni trenta del Novecento.
L’attuale fisionomia del teatro Carignano è caratterizzata da più linguaggi architettonici, alla regolarità settecentesca dei prospetti esterni si contrappone il gusto romantico ottocentesco degli interni.

### Interni
L'interno si compone da un ampio foyer su due livelli, che dal 2007 comprende anche i locali dell’antica birraria sotterranea voluta da Carlo Alberto. Essa precede la grande sala della platea, che complessivamente conta una capienza di 875 posti e che è caratterizzata dall'andamento curvilineo tipico dei teatri settecenteschi.
La sala presenta una galleria, tre ordini di palchi e un loggione; la struttura lignea a vista dei palchi è dorata, arricchita da un apparato decorativo che raffigura cariatidi e altre figure antropomorfe risalente al 1786, a opera dei fratelli Pozzo, così come gli stucchi e le decorazioni murali dipinte da Bernardino Galliari e, successivamente, da Francesco Gonin.
La platea, recentemente rinnovata, è suddivisa in quattro settori e presenta poltrone in velluto rosso, analogamente agli arredi dei 62 palchetti. 
Come di consueto, in posizione centrale trova luogo l'antico palco reale, oggi palco d'onore.
Il boccascena prevede una fossa a scomparsa, in grado di ospitare un'orchestra di medie dimensioni. Di grande effetto è il soffitto affrescato da Francesco Gonin nel 1845, raffigurante il Trionfo di Bacco.